# Escut de Toixa
L'escut de Toixa és un símbol representatiu oficial de Toixa municipi del País Valencià a la comarca dels Serrans. Té el següent blasonament:
| « | Escut truncat [en realitat, partit]. Primer, d'or, una àguila amb les ales esteses [i bicèfala] de sable (Xèrica). Segon, losanjat d'atzur –carregat d'escudets d'or–, i d'or. | » |

## Història
L'escut fou aprovat pel Decret núm. 463/1962, de 1er de març, publicat al BOE núm. 59, de 9 de març de 1962.
Als anys 60, l'Ajuntament va realitzar un projecte d'escut municipal amb la següent descripció:
| « | En camper d'or, un àguila amb les ales esteses de sable (..) carregada amb un escudet (..) que es, en camper d'or, quatre pals de gules (..). I el tot va rematat per la corona de Senyor, consistent en un ample cercle d'or esmaltat, amb pedres precioses, envoltat d'un enfilall de perles en banda. (..) L'àguila va becada al natural, linguada de gules, urpada al natural. | » |

Aquest escut era una barreja de les armories dels Pallàs, àguila amb les ales esteses carregada d'un escudet d'or amb dos pals d'atzur; i dels Xèrica, d'or quatre pals de gules o armories del Rei Jaume I, pare de Jaume de Xèrica, primer senyor de Toixa. Els Xèrica foren senyors de Toixa des de la conquesta cristiana fins 1380, en què passà a Ramon de Vilanova. El seu net, també Ramon de Vilanova, es casà amb Elvira Pallàs.
Aquesta proposta d'escut fou criticada per la Reial Acadèmia de la Història pel seu paregut amb l'emblema dels EUA i proposà canviar les armories dels Xèrica per les dels Vilanova i disposar aquestes últimes dins d'una segona partició en comptes d'anar-hi dins d'un escudet. El Consell de Ministres aprovà aquest nou escut el 23 de febrer de 1962, que fou definitivament aprovat l'1 de març:
| « | Escut truncat. Primer, d'or, una àguila amb les ales esteses de sable (Xèrica). Segon, losanjat d'atzur –carregat d'escudets d'or–, i d'or. | » |

L'Ajuntament però, utilitza un escut amb algunes diferències respecte del blasonament oficial: utilitza un escut partit, això és, dividit en sentit vertical, en comptes d'anar truncat o dividit horitzontalment; va ornamentat amb llambrequins i porta una corona de cavaller amb tres perles en comptes de la corona de senyor del projecte.

Projecte d'escut elaborat per l'Ajuntament.
Escut segons el BOE.
Escut utilitzat finalment per l'Ajuntament..